# Anisopodus prolixus
Anisopodus prolixus es una especie de escarabajo longicornio del género Anisopodus, tribu Acanthocinini, subfamilia Lamiinae. Fue descrita científicamente por Erichson en 1847.

## Descripción
Mide 10,66-14 milímetros de longitud.

## Distribución
Se distribuye por Bolivia, Ecuador y Perú.